# Тиндер (мађарска митологија)
Тиндер (мађ. Tündér) је омиљено створење у мађарској митологији које представља прелепе младе девице или женска створења (често приказана или као персонификована чистота и невиност или као разиграна девојка). Помажу људима, који понекад од њих могу да затраже три жеље. Ое су створења са измишљеним магијским својствима, често се јављају у бајкама, али се могу јавити и у другим књижевним жанровима.
Вилински митови о тиндеркама су део мађарске старе религије, према којој су тиндерке дошле из Млечног пута и Звезде Вечерњаче још у праисторији. Божанске, имале су стваралачке моћи и често су се заљубљивале у земаљске људе. Трагови ових старих веровања и данас се могу наћи у Секељфелду у Ердељу, јер се и данас налазе рушевине за које се верује да су тиндерски дворци, а мештани верно чувају своје бајке. Још од краља Матије, територије Ердеља се зову Тиндерска земља (Tündérország), која се протеже од Коложвара до Брашова. У овом случају, термин Тиндерорсаг се не односи на имагинарно краљевство, већ на чињеницу да се планински врхови, реке, извори, брда, градови, рушевине замкова назване по тиндеркама додирују и настављају једне после других, као што су Секељдаља, поље Рамоча, тврђава Фиртош на брду Фиртош, замак Рапшоне, између осталих. Бенедек Елек је најпознатији преносилац бајки, а за најлепше и најсвеобухватније описе заслужан је археолог Арнолд Ипољи:
„Ова сећања сведоче да Ердељ и Хетвар (Siebenbürgen), седам шума, нису без разлога сматрани домом Тиндерки (вила), број седам који означава дом тиндерки о коме се већ говори, или да је значење ових бројева примењено на такав мит, као што је то свакако случај у читавој мађарској земљи, постојао је најстарији и најоригиналнији пагански култ, ако претпоставимо да су га живо и континуирано практиковали остаци Атилиног народа Секеља до новог доласка, као и за време хришћанства, које је ојачало у Мађарској, чије су свештеничке гатачке церемоније још дуго цветале у паганским дворцима, а сећање на древну веру дуго је живело и чува сећање на тиндерку. Слике које представљамо, па је природно да су тиндерске успомене остале још живописније везане за ова места, као што то обично бива са неким од наших најдрагоценијих митских успомена..” — Арнолд Ипољи

## Порекло имена
Етимологија речи тиндер није јасна, неки људи у њој препознају сумерски корен (dingir, што значи значи „бог”, „небо” на сумерском, иначе, море је такође изведено од исте речи), па чак и вила Илона (Dingir Ilama) из мађарских народних прича такође потиче од имена сумерског бога Дингир Илама. (Судија Лајос, Деже Топа Ђула)  (Дингир је комбинација сумерских речи „пресуда“ и „донети“. ) Други кажу да је туркијског порекла, (Иштван Кисели)
Први подаци познати су из Минхенског кодекса из 15. века: „И они (ученици), када су га видели (Исуса) како хода (шета) по мору, (повероваше, помислише) да је вила и вриснуше.“ 
У средњем веку се, поред „дух“, употребљавао и у другим, специфично негативним значењима, како то показује мађарско-латински речник Алберта Сенција Молнара (1604): „чудовиште, чудесно створење, чаробњак, заслепљивање”, „онај који може да поприми различите облике по својој вољи“. На основу њих може се разумети придевска употреба речи, у смислу 'брзо нестаје, нестаје у ништавило, пролазно, пролазно (gyorsan elmúló, semmibe vesző, röpke, tünékeny), што је углавном карактеристично за песнички језик: на пример, као 'променљиво ' код Берзењија: „Наша вила срећа је променљива, где се смеје, где мрзи гледа нас.“)

### Тиндер у мађарском фолклору
Велики утицај на мађарска веровања имао је несумњиво вилински култ балканских народа. Отуда су настали изрази младе жене, бела жена, лепа жена. О утицају словенских народа говори и чињеница да су се изрази тундеркедик (tündérkedik), бајковита земља која покрива Ердељ првенствено употребљавали у пежоративном смислу у 16. и 17. веку. века, односно указивали су на не баш позитивне ствари.
Тиндерка се првенствено јавља у Јужној Великој равници, Трансданубији, Ердељу, Молдавији, Буковини и многим местима горње Мађарске. У овим крајевима, виле су младе, лепе жене са дугом косом, обично обучене у бело, и обично се појављују у групама. Њихова омиљена места за појављивање су напуштене стазе, раскрснице, мостови, ровови и језера. Воле да певају, пуштају музику, купају се, а понекад имају велике плесне забаве или ручкове. Они су у стању да лете, мењају облик (нпр. претварају се у лабуда или вихор). Мушкарци су заведени, занесени или одведени на странпутицу, бебе су пресвучене, коњи су везани за ноћне забаве (у Буковини се у одређене дане посипао мак око штале против њих). Они који им ремете забаву, ометају им поворке или кроче у њихова плесна места, оболели би од болести. По народном предању, парализу, немо, лудило и повређене ноге могу изазвати виле. У исто време, добре виле су у стању да спасу особу у опасности (нпр. спасавају особу која се дави у језеру).

## Женска имена
Женско име Тинде створио је Михаљ Верешмарти од речи Тиндер (tündér). (Први пут се појавио у драмској песми Чонгор и Тинде.) У скорије време, Тиндер је такође постало званично регистровано име.

#### Имена мађарска тиндерки (вила)
- Рапшоне (Rapsóné), краљица тиндерки, сестре су јој Фиртош и Тартод
- Фиртош (Firtos), добра тиндерка, она је тиндерка планине Фиртош
- Тартод (Tartod), зла тиндерка, она је тиндерка Тартод и Фиртиошина сестра
- Рамоча (Ramocsa), тиндерка среће
- Дала (Dála), тиндерка мајчинства
- Клара (Klára), тиндерка боли
- Илона (Tündér Ilona), тиндерка љубави и лепоте
- Ремете (remete tündér), тиндерка извора
- Тарке (Tarkő), његово царство се налази у североисточном делу Секељфелда
- Олт (Olt), ћерка Тарке, коју је њена мајка претворила у реку Олт
- Марош (Maros), Олтин старији брат, који такође жури ка оцу у виду реке Марош
- Дала (Dála), Секељдалија је добила име по њој

Ердељ називају домом тиндерки (tündérország) а остале тиндерке су Немере (Nemere), Рабонбан (Rabonbán), Арањка (Aranyka), Тинде (Tünde), Делибаб (Délibáb)

## Спољаше везе
- Мађарски етнографски лексикон
- Секељске легенде
- Вилински свет
- Ласло Кевари: Сто историјских рега
- Бенедек Елек: Све је добро ако се добро заврши
- Мађарске вилинске приче
- Балаж Орбан: Опис Секељфелда
- Натприродна бића